# Stay with Me Till Dawn
"Stay with Me till Dawn" is een nummer van de Britse zangeres Judie Tzuke uit 1979.

## Achtergrond
"Stay with Me till Dawn" is geschreven door Tzuke en Mike Paxman en geproduceerd door John Punter. De single werd uitgebracht op Rocket Records, het platenlabel van Elton John, en stond op Tzukes debuutalbum Welcome to the Cruise. 
Het nummer stond op nummer 16 in de UK Singles Chart en Tzuke trad op bij Top of the Pops op 12 juli, 26 juli en 9 augustus 1979 om het nummer te promoten. In de Australische lijst wist de single de achtste positie te behalen. In Nederland bleef het nummer steken in de Tipparade. Daarmee was dit Tzukes enige single die internationaal de hitlijsten wist te halen, waarmee ze een one-hit wonder is.
In 1999 werd het nummer gecoverd door het Britse housemuziekduo Lucid, met Clare Canty op zang. Deze versie bereikte de 25e plek in de UK Singles Chart.

## NPO Radio 2 Top 2000
| Nummer met noteringen in de NPO Radio 2 Top 2000 | '99  | '00 | '01  | '02  |
| ------------------------------------------------ | ---- | --- | ---- | ---- |
| Stay With Me Till Dawn                           | 1418 | -   | 1789 | 1850 |

1. ↑  Een '-' betekent dat het nummer niet was genoteerd en een vetgedrukt getal geeft de hoogste notering aan.
2. ↑  Deze tabel is bijgewerkt tot en met de laatste editie (2024).